# Los Santos (banda)
Los Santos (antiguamente PXXR GVNG) fue un grupo musical de género trap originario de España. El grupo originalmente está conformado por los raperos Yung Beef, anteriormente conocido como "El Seco", Kaydy Cain, anteriormente conocido como D. Gómez, Khaled y el productor Steve Lean. 
Esta banda se originó en Barcelona, en el verano de 2013. El antiguo nombre del grupo, PXXR GVNG, fue pensado por Cecilio G. como una parodia al grupo estadounidense Rich Gang.
Antes de ser conformada la agrupación, cada integrante producía su propia música y la distribuía en Internet.
En 2013, los cuatro miembros se asentaron en Barcelona y formaron dos grupos de estilos diferentes: PXXR GVNG y La Mafia del Amor.
El 14 de febrero de 2017, meses después de la salida de Steve Lean, cambiaron el nombre del grupo por Los Santos.
La banda comenzó subiendo a Internet sus creaciones; Yung Beef y Khaled con su grupo Kefta Boyz considerados los pioneros del trap en el país, D.Gómez junto a su grupo Corredores de Bloque que tenía cierta repercusión en la escena madrileña y underground de España y por último el productor Steve Lean empezaría a hacer bases hasta conocer a Yung Beef por internet. Alcanzaron la fama tras publicar «Million Euros Leggins» en la plataforma de YouTube El Último Plan B e «Intro ADROMICFMS». Además, han tenido diversas actuaciones como en las fiestas de La Mercè, festivales de música electrónica y urbana como Sónar y Primavera Sound además de varias giras por Latinoamérica y actuar en varias ciudades de Europa como en París en el mítico Moulin Rouge.
El grupo es considerado pionero y principal responsable del movimiento trap en España, musical y socioculturalmente. También son uno de los grupos más influyentes en las escenas musicales de Argentina, Chile, México y España siendo reconocidos por varios exponentes de cada país.
El uso del Auto-Tune para deformar y distorsionar la voz, no como elemento corrector de la entonación, fue clave para el grupo que aparte de trap abarcó muchos subgéneros del hip-hop como el Cloud rap, Drill (Chicago), Vaporwave, Based Rap, Boom bap, Mumble rap, Chopped and screwed, Phonk e incluso R&B entre otros. En el reggeaton con el nombre de La Mafia del Amor siempre han apostado por un sonido callejero o "de la mata" donde han tocado palos de este género como el dembow, el electrolatino e incluso incursionando en subgéneros como el neoperreo. 
Entre sus influencias, encontramos todo tipo de raperos desde los clásicos Tupac, Mobb Deep, The Notorious B.I.G., Jay-Z, Nas, Rakim etc hasta Gucci Mane, Lil Wayne, Yung Lean, Lil B, SpaceGhostPurrp, ASAP Mob, Kanye West, Young Thug, Future, Chief Keef, Non Phixion, UGK, Three 6 Mafia, The Diplomats, G-Unit y un largo etc de raperos. Aparte de todo lo relacionado con el Hip Hop son fans de muchos géneros musicales que han influido en su música como el reggaeton, dembow, salsa, bachata, raï, rock, jazz, Rhythm and blues, techno etc. El mestizaje y fusión de géneros es un elemento clave del grupo rompiendo con el estrícto y cuadriculado esquema del rap español. Mención especial para el flamenco que es la principal fuente de inspiración en su carrera y según ellos: "la verdadera música de la calle de España".

## 2013: Creación del grupo
Kefta Boyz era un colectivo originario de Granada, pero migraron por diferentes ciudades de Europa como Marsella, París, Londres, Berlín etc. En un viaje a Barcelona dónde conocieron personalmente a Cecilio G y a Steve Lean, con quienes ya habían hecho contacto mediante internet, decidieron instalarse en la ciudad condal al ver la cantidad de raperos que había en la ciudad y el movimiento underground de la misma, además de ser una gran ciudad que le ayudaría a crecer en la música. En un principio los Kefta Boyz que emigraron a Barcelona se instalaron en el barrio de El Carmelo para más tarde con la llegada de D. Gómez mudarse al barrio de El Raval. En abril de 2013 Kefta Boyz acudió como público al concierto de Corredores de Bloque en Razzmatazz. CB era un grupo de rap madrileño que desde finales de los 2000 venían haciendo ruido en el underground y que estarían dando un cambio al panorama con sonidos y letras nuevas, además de adentrarse en el subgénero trap gracias a contactar con Kefta Boyz por internet. En este concierto se certifica personalmente la buena relación que ya tenían en internet. Después de otro concierto de CB junto a Kefta Boyz en Barcelona, el miembro más prolífico de CB, D. Gómez, decide unirse al grupo con Yung Beef, Khaled, Cecilio G y Steve Lean, que ya llevaban unos cuantos meses en Barcelona colaborando juntos como Kefta Boyz y Flirting Dogz (Cecilio y Drakuling Ko-Karim) respectivamente. Así se crean "Los Pobres", el nombre original del grupo hasta que Cecilio G propuso el nombre de Poor Gang (Pandilla de los pobres) como una parodia al grupo estadounidense Rich Gang. El nombre del grupo se estilizaría con los jeroglíficos del grupo estadounidense Raider Klan como PXXR GVNG (esta escritura se hereda de la escritura que usaba Kefta Boyz en sus canciones). 
Cecilio G no duraría más de un mes siendo miembro del grupo, pues se separaría por diferencias musicales, aunque su relación de amistad y musical con Los Pobres siguió intacta, llegando a grabar varios temas con sus miembros. La única canción que publicaría Ceci como integrante del grupo es «Creeter Come Trve» aunque seguiría colaborando con ellos hasta su conflicto a principios de 2015. En la informalidad del grupo realmente la canción salió bajo el nombre de PXXR GVNG pero realmente los miembros del grupo siempre han negado que Cecilio fuera parte de la composición original del grupo y que es una leyenda urbana esparcida por Ceci, aunque si reconocen que fue un gran aliado en su momento. 
En la etiqueta PXXR GVNG entran sus otros colectivos tanto CB, Kefta Boyz, Los Zafiros, Click Clack Gang etc. todos ellos eran considerados parte de la familia de PXXR GVNG. Aunque el grupo musical solo estuviese conformado por sus 4 miembros, gente como El Mini, Hakim, La Zowi, Marko Italia, Israel B, Javielito, Papi Trujillo, Cuban Bling, Fat Montana y Seko El Real así como un largo etcétera eran considerados PXXR GVNG definiendo al colectivo como una gran familia.
Tras llamar la atención en el underground español publicando sus temas en YouTube y Soundcloud, comienzan a mover su música por plataformas como El Último Plan B y Show Bizness, además de hacer bolos por algunas ciudades de España. El álbum A.D.R.O.M.I.C.F.M.S. de Yung Beef y Steve Lean empezó a hacer bastantes números junto a la canción «Intro ADROMICFMS» que después de varios meses en 2014 consiguió su primer millón de visitas, algo que en la época era muy difícil. Tambien la mixtape Trvp Jinxx de Kaydy Cain, publicada en verano de 2013, haría mucho ruido en el panorama.
El grupo abogaba por la filosofía de "make yourself" y Lo-fi; hacer música desde casa y sin apenas recursos, con videoclips grabados con el móvil y sin ninguna disquera detrás de su música. Además su mensaje contracultural llegaba a "repudiar" el cuadriculado rap español e incitar a mezclar toda clase de género musical sin ningun tipo de prejuicio.

## 2014: Fama y ruptura generacional en España
Ya en enero de 2014, el grupo entraría en un beef con el grupo de rap SDJ CREW y su miembro Sr.Gris. Este beef viene de un concierto en noviembre de 2013 en Málaga junto a Foyone y SDJ, donde parecía ir todo bien pero en diciembre Sr. Gris criticaría el trap de Kefta Boyz y estos responderían insultándole y llamándole "falso moro" y "falso terrorista". El grupo SDJ era uno de los más punteros dentro de la nueva escuela del hip-hop en España, teniendo más números que PXXR GVNG, pero después de «Manny Rivera» de Yung Beef, «The Truth» de El Mini y «Beef» de Khaled junto a Los Zafiros, la gente empezaría a dudar del historial callejero que presumía SDJ y a fijarse más en PXXR GVNG. En los siguientes meses seguirían publicando sencillos en su canal de YouTube, alcanzando un considerable número de visitas con canciones como «Cristiano Ronaldo 9mm», «Chanel», «Xanax», «Pobres» o «Wasap Broky» llegando a colaborar con Lofty305 de Raider Klan varias veces. 
El grupo tenía temas muy exitosos, pero estos números se triplicarían tras lo ocurrido el 16 de mayo en la sala Shoko de Madrid, el beef con SDJ solo era el preludio de la ruptura generacional del hip-hop español en 2014. Ese día se produjo el famoso "guantazo" o "yema" de D. Gómez a N-Y de MDE Click. El grupo madrileño era uno de los más tops dentro de la nueva escuela del hip-hop español y del movimiento madrileño, que apostaba con una vuelta a los sonidos retro 90's. Esto, contrasta con el mensaje de PXXR GVNG de evolucionar a un sonido actual. D. Gómez, que, al ser de Madrid pertenecía a esta escena junto a Corredores de Bloque (aunque estos siempre se diferenciaron en letras, beats y vestimenta), llegó a tener relación con N-Y e incluso grabaron un tema juntos cuando N-Y no era tan famoso, un tiempo después cuando N-Y AKA N-Wise Allah consiguió un puesto elevado en la escena española, Dani le pedió de vuelta la colaboración pero N-Wise nunca respondió. Estos antecedentes propiciarian el famoso yemazo el 16 de mayo en la sala Shoko de Madrid, donde los cabeza de cártel eran MDE Click y donde había figuras como H Roto, Násta, Ébano, Cool (más tarde Recycled J) y donde Kefta Boyz y Corredores de Bloque eran presentados como PXXR GVNG. La pelea, según el propio D. Gómez en su famoso video comiendo spaghettis, solo fueron un par de guantazos debido a que N-Y fue de estrella y no les saludó, ninguneando a Dani y a su grupo por el cambio musical que habían hecho. Según N-Y, D.Gómez le pegó a traición mientras los saludaba, y después CB y Kefta le pegaron una paliza entre todos, estando él solo. Según el público y testigos, fue una mezcla de ambas versiones, si bien, los guantazos se llegaron a producir, es verdad que N-Y fue rodeado por mucha gente de PXXR GVNG. No obstante, no estaba solo dado que estaban presente gente de MDE Click que se quedaron mirando amenazados por la gente de PXXR GVNG. Esa misma noche PXXR GVNG se habría quejado en mitad de su actuación de que eran "los que menos cobraban de aquí", riéndose de ello, pero a su vez, haciendo alusión a MDE Click y dirian que N-Y es un chivato dado que salió corriendo a buscar a los porteros de la sala. Con este beef, el grupo pasó a ser visible a todos los niveles, paradójicamente MDE Click perdió el credencial callejero del que se jactaban tener en sus canciones siendo superados en reproducciones por PXXR GVNG después de que el grupo dijera que todo lo que decían en sus canciones era mentira y que eran gente adinerada sin ninguna calle. Un momento clave en el cerrado hip-hop español que vería el cambio del rap al trap a partir de ese día siendo primer grupo de trap que obtendría repercusión a nivel nacional y dando pie al desarrollo de la escena urbana tal y como la conocemos hoy día.
El movimiento del trap comenzó a sonar en el underground de España a partir de 2013, y empezó a tener visualización en 2014 alcanzando el mainstream en 2015, siendo PXXR GVNG el grupo más famoso de este movimiento, en donde también destacaban gente como Cecilio G., Los Zafiros, El Mini, PAWN Gang, ANB SKUAD, Dellafuente, Elegvngster, Nene Fresco, Takers, Pedro LaDroga,  Somadamantina, La Zowi o Soto Asa. Tiempo más tarde, a partir 2015, salieron nuevos artistas como Dora Black, Dicc, El Perla, C. Tangana, Rels B o Kidd Keo (algunos de estos artistas hacían música desde antes pero comenzarían a hacer trap a partir de ese momento). 
PXXR GVNG era la cabeza visible del trap hispanohablante, siendo los que más repercusión y visualizaciones tenían. Por ello, el grupo se convirtió en el blanco de las críticas de los puristas del hip-hop, quienes no entendían ni aceptaban que el trap fuera rap, ni el uso del autoune y las letras del grupo. Este atraso en el hip hop español, hizo que el género en el país se estancara al boom bap, y todo lo que se saliese de ahí sería criticado y tachado como "no rap". PXXR GVNG hizo que ese estigma desapareciera, y que los nuevos artistas se fueran abriendo a nuevos sonidos, para ello tuvo que soportar muchísimo hate del público español. El grupo atrajo muchísimo público nuevo, que no le gustaba el rap, pero sí PXXR GVNG, debido a que el rap mainstream en España siempre fue poético y político y no representaba a las clases populares y barrios de España. Esta gente se vio atraída por el contenido de las letras y los ritmos bailables del grupo además de por su lado reguetonero.
Ya con un gran éxito, el grupo sufre un traspié cuando YouTube baneó el canal de PXXR GVNG por contenido explícito y violento, en concreto el videoclip de «Design», que duró menos de 24h en la red, fue lo que cerró definitivamente el canal perdiendo así suscriptores y muchas canciones que los fans resubirían a la red. El #FREEPXXRGVNG llegó a ser trending topic en España.
Luego de abrir un nuevo canal su éxito sería aún mayor con canciones como «Luv Me», «PXXRIN», «PIMPIN», «Exx-Drugdealer» y «Burgundy», sobrepasando el millón de visitas. Además del lanzamiento de la exitosa mixtape de #FREEMOLLY de Yung Beef y Steve Lean.
El 20 de septiembre actuarían en las Fiestas de la Merced ante cerca de 10.000 personas, que, en palabras del grupo, fue un punto de inflexión en su carrera al ver a tanta gente disfrutar su música, esto, haría que fueran en serio y enfocados en su carrera musical.
Para este entonces el grupo había conseguido un estudio profesional encima de Razzmatazz, lugar donde ellos mismos organizaban la fiesta Trap Jaus, muy importante para el movimiento trap de Barcelona y España. También contarían con un manager llamado Daddy Sevi, con el que las cosas no acabarían bien, y un film maker llamado Kokos Ackee, que grabaría la mayoría de videos de esta época. Es a finales de 2014 cuando el grupo de productores de Atlanta 808 Mafia, hace unión con el grupo español, llegando Southside y Lex Luger a venir a Barcelona a trabajar con ellos y firmar a Steve Lean con 1017 Brick Squad (uno de los sellos más importantes del trap fundado por Gucci Mane, en ese momento en prisión), y para el sub-sello del mismo, 36 Bricks House dirigido por Southside, Luger y Waka Flocka Flame. El propio Waka Flocka apoyó la música de Los Pobres, y tenía pensado en venir a colaborar con ellos en diciembre aprovechando una actuación en Razzmatazz, pero lamentablemente Waka Flocka no pudo viajar a España por problemas legales.
Publicarían el 14 de noviembre, el primer trabajo como La Mafia del Amor titulado La Mafia del Amor Mixtape con los éxitos  «Bonita», «Dame un Beso», «LMDA» o «#PIMPSTAGRAM».  A mediados de noviembre se estrenaría el merchandising del grupo creado por D. Gómez, quien ya hacía imitaciones en el mercadillo de marcas como Celine, Louis Vuitton o Gucci. El grupo las vendía en internet y en los shows convirtiendose en un éxito.
A finales de año, Sony Music contacta con el grupo con un contrato para firmar con el sello, contrato que es rechazado y así se lo hacen saber al público en los diferentes shows que dan por toda España. Desde septiembre hasta marzo se embarcan en una gira por toda España. En estos mismos shows siempre se reproducían comentarios de YouTube, foros y redes sociales criticándoles en la pantalla detrás del DJ.

## 2015: Éxito, Sony Music y controversia
Comienzan el 2015 con una mixtape colaborativa con Los Zafiros (Big Jay AKA Papi Trujillo y Vicious AKA Cuban Bling) llamada Los Yumas Mixtape. Grabada en tan solo dos días y publicada esa misma semana a nombre de Los Yumas (unión de PXXR GVNG y Los Zafiros) tuvo un éxito rotundo con temas como «Duele», «YOLO» y uno de los más famosos, «Los Foreign» que alcanzó el millón de visitas en 3 semanas, cifra récord para una canción de rap en ese momento. La marca PUMA junto con la marca neoyorquina ALIFE colaboraría con ellos siendo el grupo la cara de su nueva colección. El grupo empezó a llamar la atención de las marcas, entre ellas la propia ALIFE se convertiría en su patrocinador, tanto de PXXR GVNG como del colectivo Takers. 
Después como La Mafia del Amor publicarían Voulez Vous Coucher Avec Moir junto a El Combo Perfecto. El grupo seguiría soltando temas juntos y mixtapes en solitario y conseguiría de manera independiente actuar en el programa de Televisión Española, "Alaska y Segura" siendo los primeros raperos de la nueva generación en aparecer en prime time en la televisión pública nacional interpretando «Exx-Drugdealer».
Su éxito sigue incrementando hasta que el 14 de agosto sacan su primer trabajo con Sony Music y junto a El Combo Perfecto, Amor Bandido un EP de 3 canciones muy exitoso. En esta época el grupo comenzó su entrada al mainstream entrando en los top de listas y llegando a sonar en programas de TV como Mujeres y hombres y viceversa o MTV Super Shore además de estrenar canciones en Los 40 Principales, siendo de nuevo el primer grupo de la nueva generación en llegar a las radios.
Para anunciar su primer album usaron el hashtag #yosoypobrepero que llegó a ser tendencia en Twitter España.
En primavera comenzaron la promoción de su LP debut. Ya en verano salieron los singles «Cigala», «I Love Pussy» y «Como el Agua». El single del controvertido «Tu Coño Es Mi Droga» llegó a ser #1 del Top 50 Viral de Spotify España durante 2 semanas. Anunciarían su primera gira por Latinoamérica durante los meses de octubre y noviembre con actuaciones en México, Chile, Argentina y Perú.
El 28 de agosto lanzaron tanto en iTunes como en físico Los Pobres, su primer album, para más tarde publicarlo el 25 de septiembre para todas las plataformas digitales junto a la multinacional Sony Music. PXXR GVNG no firmó un contrato con Sony, sino que les vendió una licencia del disco para distribuirlo.
El álbum fue catalogado como uno de los mejores 50 discos nacionales de la década por la revista Rockdelux ocupando el puesto 36. Cuenta con homenajes a Camarón, al Cigala y menciones a padrinos del hip-hop americano más gangsta como Lil Wayne, Gucci Mane o Chief Keef.
Cuenta con la producción íntegra de Steve Lean además de que el productor ejecutivo sería la leyenda Southside y su grupo de productores 808 Mafia. Southside además participó en la producción de 4 canciones.
El cantaor Diego "El Cigala", uno de sus referentes al que dedicaron la canción homónima «Cigala» la cual fue la más exitosa del álbum comentó en una entrevista al preguntársele por el tema:
Es un orgullo. Me encanta que la gente hable de mí y me llega al corazón que la juventud siga nuestra música, que ellos rapeen... Para mí es maravilloso. El flamenco y el rap o similares son músicas hermanas, de la calle, de la noche.
PXXR GVNG fue el primer grupo de trap español en ir a los MTV Awards , venderle una licencia a una multinacional o asociarse con grandes marcas (como PUMA, Reebok o Nike) algo inédito en el movimiento hip hop de España donde estaba mal visto por la vieja escuela dado que "te vendías" , pero en América era lo más común.
PXXR GVNG son los principales responsables de que el Hip Hop español siguiera la evolución original que había ocurrido en Estados Unidos dado que los raperos de la vieja escuela se quedaron en un rap noventero y estancado al boom bap no aceptando nuevos sonidos, por esto PXXR GVNG recibió muchas críticas del público rapper en España al principio dado el choque generacional, musical, estético e incluso de clase social. Yung Beef mantiene que la música de la calle en España es el flamenco y no el rap dado que la mayoría de raperos famosos en España venía de una clase media-alta y no tenía ningún contenido callejero (con excepciones), a diferencia del rap y el reguetón en Latinoamérica que si trataban estos temas o el rap de Estados Unidos donde es la música de la calle. Muchos medios nacionales e internacionales se hicieron eco del éxito de PXXR GVNG y aprovecharon para subirse a la nueva moda del trap sin entender muy bien lo que era. 
PXXR GVNG mantenía un discurso basado en la credibilidad callejera, venta y consumo de drogas, mujeres y referencias al bajo mundo español junto a letras totalmente "americanizadas" incluso con slang propio estadounidense, marroquí, latino e incluso caló, este tipo de letras junto al estilo mumble al rapear (no vocalizar bien dando más importancia a la musicalidad y deformando las palabras con efectos vocales) chocó mucho al público que venia acostumbrado a un tipo de letras orientadas a la poesía y temas políticos donde la innovación no era aceptada. El rap en España había cogido un camino muy diferente al rap estadounidense por eso PXXR GVNG se desvincula completamente con la vieja escuela y su discurso afirmando haber "matado a los raperos" en el sentido de destruir el significado arcaico y mal conceptuado de la mayoría de España y crear un nuevo estandarte de rapero mucho más cercano a lo que es un rapero en USA. 
El grupo representaba lo que era cualquier barrio obrero de la periferia de una ciudad española por eso su movimiento fue masivo incluyendo a mucha gente que nunca había escuchado rap ni sabía lo que es el trap pero les gustaba PXXR GVNG. El fenómeno PXXR GVNG era rechazado por la mayoría del público rapper en España al no entender el trap e incluso rechazarles por ser canis. Aunque PXXR GVNG no buscaba un mensaje político, socialmente caló mucho en España dando visibilidad a la generación que sufrió la Crisis de 2008 y que en el momento de apogeo del grupo seguía aún latente. Yung Beef en la «Intro» del álbum Los Pobres da un discurso improvisado en donde habla de la sociedad en España y en el mundo, de lo que es real, lo que no lo es y como gracias a internet y las redes sociales tanto la realidad como la ficción se están mezclando al punto de no poder diferenciarlas, concluyendo en que ahora los ricos “quieren” ser pobres y los pobres “quieren” ser ricos. Una declaración de intenciones en su discurso, refiriéndose a los raperos españoles quienes en sus canciones hablaban de calle y pobreza pero su origen era de una clase media-alta y ellos de origen obrero y de clase baja hablando de hacer dinero y de marcas de lujo. El grupo también defendía la inexistencia de la clase media en España y que la gente se clasificaba dentro de ella por miedo a ser pobres, el grupo quería reivindicar la situación de las clases populares del país sin ningún discurso político detrás solo lo que el pueblo sentía. Declararon en una entrevista para El Confidencial: “Hablamos de lo que estamos viendo porque nos incumbe. Vivimos en la misma situación que están todos los esmayaos. No somos alguien ajeno. Somos esmayaos de verdad hablando de cómo estamos, por eso llegamos a los pobres. No somos Podemos. No somos alguien que se disfraza para controlar a los pobres, somos pobres de verdad” y "Nosotros siempre hemos sabido conseguir dinero y vivir sin dinero. La gente tiene mucho miedo a vivir sin dinero”.
El grupo también suscitaba mucha polémica por el contenido de sus letras explícitas donde las referencias sexuales, droga, insultos etc. eran su distintivo. Se les acusó de machistas y misóginos por sus letras sexuales pero el grupo se escuda en la libertad sexual y que hablar de sexo no era machista en cambio censurarles sí. El uso de palabras como "puta" o "maricón" causó muchas críticas, el grupo explicó: “Para hacer rap hay que ser de barrio. Hablamos con el lenguaje de la calle. No voy a poner algo que nunca he usado en mi vocabulario porque quede bien en mi letra. El que me entienda, bien, el que no (...) En la calle se habla de todo". El grupo a dedicado temas al poliamor y mostrado su apoyo al colectivo LGBT incluso rompiendo barreras en el rap español al protagonizar portadas en revistas queer y desfilar con ropa de mujer como hizo Yung Beef junto a Pigalle y Hood By Air en 2016 al desfilar en tacones y ropa de mujer. Algo muy parecido a lo que hizo Young Thug en su momento llevando bolsos y colores comúnmente asociados como "femeninos". Ellos mismos se consideran feministas y consideran la palabra "puta" como una virtud positiva y nunca como un desprecio. En ese aspecto profundizó su amiga La Zowi quien se autodenomina como "puta" algo parecido a lo que hicieron los afroamericanos con la palabra nigger y su derivado "nigga", reconociéndose entre ellos como tales para empoderarse. Esta filosofía marca bastante su discurso de quitar estigmas a la sociedad española, identificándose como "pobres" (una palabra que en su sentido peyorativo sería usada contra ellos pero ellos le dan la vuelta al enorgullecerse de serlo).
La jerga que trajo PXXR GVNG a España es usada a día de hoy por la mayoría de raperos españoles y muchos artistas latinos. Palabras como Ratchet  hoy día es usada por todo el país además introducirian jerga nunca antes se había usado en España además de sus propias palabras re-inventadas por ellos traduciendolas del inglés como snitchi (snitch), flexear (flex), raxeta (ratchet), etc. Crearon todo un movimiento cultural desde el habla a la estética visual y de vestimenta de esos años. Esto se ve reflejado en que el grupo tenía un famoso post en el portal ForoCoches donde estaba publicado su propio diccionario "PXXR GVNG-Español / Español-PXXR GVNG" para entender la jerga del grupo. Hay que tener en cuenta que Khaled en sus canciones siempre aporta un verso en árabe.
Después de su asociación con Sony Music, según el grupo, le vendieron un disco “troll” riéndose de ellos dado que Steve Lean usa bases monótonas, se reciclan barras de otras canciones ya sacadas o directamente se reciclaban canciones como en el caso de «Pobres», «I Love Pussy», «Ex-Drugdealer» y «Pxxrin» que ya estaban en su canal de YouTube, dicen que grabaron con el autotune “mal puesto” (sin intención artística como caracteriza al grupo) y siendo repetitivos en las letras de las canciones como en el sencillo «Tu Coño Es Mi Droga». Al día siguiente de liberar el disco siguieron sacando canciones en su propio canal de YouTube, no en el canal de Vevo y no le dieron promoción alguna salvo lo que obligaba Sony como pudimos ver cuando presentaron el disco en Fnac, cuando fueron al programa de #VodafoneYU de Los 40 Principales, salir en MTV Spain etc.
Después de su etapa en Sony el grupo buscaría ser dueño de sus másteres, libertad creativa, hacer todo desde la independencia y el underground creando así La Vendicion Records a finales de 2015.
2015 es uno de los años más fuertes del grupo donde llegan a telonear a Daddy Yankee, colaborar con Mala Rodríguez o con los diseñadores María Escoté y Roberto Piqueras, incluso llegaron a subir juntos a la Fashion Week de Madrid 2015. También fue un año lleno de polémicas debido al beef mantenido con su antiguo amigo Cecilio.G y que involucraba a casi toda la escena trap de Barcelona como Malakay Split, PAWN Gang, Dora Black (Pimp Flaco y Kinder Malo), Dicc, El Perla, ANB SKUAD etc. Un beef muy viral en España gracias a las redes sociales llegando a peleas físicas y amenazas por parte de ambos bandos.
El 7 de septiembre La Mafia del Amor publica uno de sus mayores éxitos Xapiadoras The Mixtape donde se encuentran los clásicos «Xapiadora», «Ya Noi» y «Tropical» éxitos que ya venían precedidos por «La Disco Resplandece» el mayor hit de La Mafia del Amor.
En este tiempo se inicia la fiesta Perreo69 organizada por La Vendición por muchos lugares de España e incluso Latinoamérica pero sobre todo Barcelona.
Destacar sus colaboraciones con el grupo Takers (antiguos Corredores de Bloque) que alcanzaron una gran repercusión gracias a temas como «NIKE TIBURÓN», «Fukk At Me Now» o «No es por el Dinero». Estos temas están firmados bajo el nombre de LOS ALEMANES, unión de ambos grupos para evitar que Sony Music Spain saque provecho de sus canciones.

## 2016: Independientes, La Vendicion Records
En 2016 el grupo continuó sacando música a través de su canal de YouTube, éxitos como «Pablo», «La Cumbia de Satanás» o «DNI» pero su actividad como PXXR GVNG se veria paralizada debido a Sony Music asi que se centraron más en su carrera como solista aunque colaboraran continuamente entre ellos y siguieran dando bolos por todo el país con el nombre de PXXR GVNG. Ya sin ningún contrato con ninguna multinacional fundaron el sello independiente La Vendicion Records. 
Tras la nueva gira de PXXR GVNG por Latinoamérica, en su paso por Chile, descubren a un joven de 16 años llamado Pablo Chill-E firmándolo para La Vendicion e impulsando su carrera. En España también acogerían a Los Sugus firmándolos con La Vendicion cuando eran menores de edad, de este grupo saldría MC Buzzz, Manny El Domi y Tanito930 famosos por protagonizar el famoso ojo morado de Pimp Flaco. 
El 6 de abril de 2016 se publicó el videoclip de su controversial canción «Tu Coño Es Mi Droga» que fue grabado en formato vertical, dirigido por el director Sergio Caballero y protagonizado por la actriz de cine para adultos Sophie Evans. La campaña de distribución fue vía WhatsApp y duró únicamente 24 horas. A lo largo de ese día se recibieron más de 3.000 conversaciones abiertas, lo que generó más de 150.000 mensajes. Además, el teléfono registró más de 6000 llamadas perdidas. El 15 de abril de 2016 se publicó en YouTube pero la plataforma lo borró por su contenido explícito.
Para el recuerdo queda su histórica actuación en el Primavera Sound donde versionaron sus canciones con una banda de salsa. Mismo día en el cual realizaron una entrevista junto a Los Chichos, uno de sus grupos referentes.
La Mafia del Amor publicaría el 25 de mayo Sé Lo Que Hicisteis El Ultimo Verano Mixtape donde aparece el hit «Multiorgásmica» y más adelante el 16 de septiembre Pegao en YouTube, uno de sus trabajos más exitosos dado que era un recopilatorio de hits de La Mafia del Amor.
El 21 de junio protagonizaron un concierto en el Moulin Rouge en la fiesta PPP Block Party de las marcas de streetwear Pigalle, Le Pompon y Pain O choKolat que invitaron a Los Pobres al evento donde coincidieron con figuras como Skepta o A$AP Rocky. Además Yung Beef desfiló para Pigalle y Hood By Air en la Fashion Week de Madrid, París y Milán. El grupo se convirtió en la cara oficial de Pigalle y Hood By Air en España. También Yung Beef fue imagen de una campaña mundial de Calvin Klein y posó junto a Kaydy Cain para la firma Givenchy.
Desde los comienzos del grupo mantenían un fuerte beef con Cecilio G, Pimp Flaco y Kinder Malo, también se mofaron del historial callejero del rapero Dudu (LFAM) quien antes fue actor en La que se avecina y Aquí no hay quien viva además de tener diversos altercados con gente como Malakay Split, El Perla, Dicc, Rolling Squad, L Gvng (Elegvngster, Kidd Keo, Yung Sarria etc) e incluso un pique con su antes amigo Dellafuente que se solucionaría en este mismo año. Esto era un fiel reflejo de la poca unión de la escena española. También empezaron a hacer contactos en Latinoamérica con gente como Alex Kyza, Füete Billete, Gotay "El Autentico", Fuego, Lito Kirino, Messiah y el productor Yampi que incluiría en su álbum TRAPXCARTEL a Yung Beef (el álbum nunca se ha llegado a lanzar siendo uno de los álbumes más esperados por los fans del trap latino).
El 30 de octubre de 2016, Steve Lean comunicó via Twitter que abandona el grupo. Más tarde hizo las siguientes declaraciones: "Yo decidí abandonar PXXR GVNG para desarrollar mi propia carrera, ya que estaba trabajando 100% para el grupo. No fue nada personal, fue simplemente por la música. Los Santos son mis hermanos, siempre han estado ahí en los mejores y en los peores momentos, incluso después de la separación, pero seguiré mi camino y mi carrera profesional aparte".
En 2016 la escena trap en España estaba adoptando un sonido diferente y mezclándose cada vez más con el mainstream y otros géneros, nuevas figuras habían surgido de la mano de la escena trap pero no hacían trap como es el caso de las artistas catalanas Bad Gyal o Rosalía, los medios de comunicación españoles metieron erróneamente en el mismo saco a todos los artistas urbanos bajo la etiqueta "trap". Además la fuerte explosión del Trap latino en Puerto Rico y su gran acogida en España hizo que se distorsionara el concepto de trap presentado por el grupo. Todo esto estaba desplazando a PXXR GVNG de ser los líderes en solitario del movimiento, siendo superados en visitas por algunos artistas españoles como era el caso de su competencia directa Dora Black. Aunque el grupo siguió cosechando éxitos ya no era tan evidente el dominio de la escena trap como en los tres últimos años. Esto también es debido a que publicaban menos material juntos y se enfocaron más en su carrera como solistas donde alcanzarían mejores números. La escena había avanzado mucho y cada día era más grande, años más tarde vendría su industrialización donde ver a los artistas hacer tratos con multinacionales o sponsors con marcas se normalizaría pero PXXR GVNG fueron los primeros del movimiento en hacer esto causando un impacto en el público inmenso. 
En palabras del grupo; el trap español estaba tomando un camino diferente a lo que es en realidad en Estados Unidos. Respecto a esto Khaled declaró: "Casi logramos que el trap real se hiciera en España" refiriéndose a que aunque había un montón de artistas en el género teniendo éxito casi ninguno era "trap" de verdad y solo eran pose. Kaydy Cain afirmó en una entrevista que: "En España hay un 20% de público que me pueda entender (...) el otro 80% son Youtubers".

## 2017: Fin de PXXR GVNG. Rebautizado comoLOS SANTOS
El 14 de febrero el grupo anunciaría su rebautización como LOS SANTOS. Muchos rumores emergieron sobre el motivo del cambio, el grupo declaró: "llamarse PXXR GVNG y no ser pobres es engañar a la gente" otro motivo del cambio es que con la salida de Steve buscaban otro nuevo rumbo. Años después Yung Beef sacó a la luz el motivo real y es que Sony Music se adueñó de los derechos de el nombre PXXR GVNG y estos se vieron forzados a cambiar de nombre, durante todo el 2016 el grupo publicó pocas canciones bajo el nombre de PXXR GVNG y además ninguna en plataformas de streaming como Spotify o iTunes debido a que Sony Music España sacaba beneficios de sus canciones gracias a un engaño en el contrato de distribución del disco Los Pobres.
El 3 de marzo de 2017 Steve Lean ingresa en prisión iniciándose el movimiento #FREESTEVELEAN, el productor escribió una carta desde prisión agradeciendo el apoyo del público, de su familia y amigos, aunque no se hizo público el motivo de su detención. Stevie no pasó más de 2 meses preso y fue puesto en libertad a finales de abril. El joven productor también se vio envuelto en un beef con el productor puertorriqueño DJ Luian, llegando a bloquearle Bad Bunny de las redes sociales. También Esteban tuvo un beef con el productor Jambo Beats pero a día de hoy son muy buenos amigos y colaboradores.
El 24 de marzo se publicó el segundo álbum del grupo, PXXRIFICACIÓN publicado por La Vendicion. El grupo volvía a lo grande con éxitos como «Trappin en el Vaticano» junto a Side Baby del grupo italiano del momento Dark Polo Gang, «2K14DPG» o «Kes Ke Se» y anunciaron una gira por todo España, Latinoamérica y paradas en Londres, Roma, Milán, Turín y París. 
El 14 de julio La Mafia del Amor publica sus 2 últimos trabajos el mismo día 808 & Xapiadoras con un sonido experimental entre trap y reguetón y Reggaeton Antiguo con reguetón más clásico.
Después de la gira publicaron su última canción el 20 de octubre, «The Fall». Aunque nunca se ha anunciado la separación del grupo este es el último material con el nombre de PXXR GVNG/LOS SANTOS.
A finales de 2017 tuvieron nuevamente una gran controversia con el artista C. Tangana el cuál en su último disco Ídolo junto a Sony Music lanzaba muchas indirectas al grupo en temas como «Caballo Ganador» y «No te pegas». Estas indirectas desembocaron en el beef del antiguo Crema con el antiguo D. Gómez. Ambos se conocían desde pequeños al ser de Madrid y compartir escena durante años, Crema en Agorazein y Dani en Corredores de Bloque. A raíz de esta polémica protagonizaron una serie de tiraeras.
A partir del año 2018 todos enfocaron su carrera en solitario aunque manteniendo su relación de amistad y colaborando entre los cuatro ayudando al desarrollo del sello La Vendicion Records.

### Vuelta de La Mafia del Amor
Desde 2019 está el rumor fomentado por ellos mismos de la posible vuelta de La Mafia del Amor e incluso llegando a publicar el sencillo «Hasta Abajo» en 2019 publicitando la vuelta del grupo durante 2020. Los tres se reunieron varias veces para hablar de la vuelta del grupo entre 2020 y 2021, incluso llegaron a reunirse en oficinas de discográficas pero no lograron ponerse de acuerdo. 
Desde ese mismo año Steve Lean no colabora con ninguno de los tres raperos siendo que desde su separación como grupo habían colaborado en innumerables ocasiones dentro de la gran familia de La Vendicion. Esto podría ser debido a la asociación de Steve con Morad y Beny Jr quienes al comienzo de su carrera fueron ayudados por los miembros del grupo pero desde finales de 2019 mantienen un beef con Yung Beef y Khaled debido a unas declaraciones de Beny diciendo que no respeta a los musulmanes que se tatuan, varios tweets de Yung Beef, insultos y amenazas de Khaled hacia Beny, indirectas en canciones, insultos y amenezas en directos de Instagram por parte de los MDLR. Realmente Steve compaginó trabajar con ambos colectivos sin ningun problema hasta que produjo un tema en el que Beny insultaba a PXXR GVNG. Tras cientos de mensajes de odio al productor por haber "traicionado" al grupo, Yung Beef puso un mensaje en Twitter diciendo que estaba todo bien con Steve y que solo eran negocios calmando así la situación. 
Más tarde el distanciamiento entre Yung Beef y Khaled por motivos desconocidos (Khaled estaba en el tracklist del disco de Yung Beef, Gangster Original, sin embargo nunca llegó a salir su colaboración en el album además abandonó La Vendicion Records) y las acusaciones a Kaydy Cain como supuesto abusador (acusaciones por internet sin pruebas y sin consecuencias legales) provocaron la cancelación, por decisión del grupo, del concierto de La Mafia del Amor programado para el festival Primavera Sound 2022. 
Estas rencillas parecían imposibilitar la vuelta del grupo hasta que en julio de 2022 se pudo ver a través de la red social TikTok como Khaled y Kaydy Cain junto a Omar Montes anunciaban la vuelta del grupo para el remix del éxito «Si Tú Te Vas» de Khaled. Días después se pudo ver otro video de Omar junto a Yung Beef confirmando la vuelta de todos los integrantes. Días antes se anunció que si el tema lograba ser #1 en Spotify y YouTube publicarían una mixtape.
El 11 de agosto se publicaría el videoclip oficial de «Si Tú Te Vas (Remix)» que en menos de 24h alcanzó el #2 en tendencias (solo superado por el videoclip de «Despechá» de Rosalía) y consiguió más de 1 millón de visitas en 1 día además de debutar como #12 en el Top Viral Spain en Spotify donde llegó a situarse en el #6 del Top 50 España. A las 3 semanas de ser publicado el sencillo consiguió ser disco de oro en España certificado por PROMUSICAE. El 4 de octubre a las 7 semanas de su lanzamiento fue certicado como Disco de Platino en España por PROMUSICAE y RIAA. El sencillo se mantuvo 22 semanas en el Top 50 de España. Días más tarde de la publicación de la canción, Omar y Kaydy aparecieron en la Plaza de Colón de Madrid subidos en un Ferrari descapotable repartiendo camisetas a los fans. Duraron muy pocos minutos pues el colapso por la cantidad de gente reunida obligó a la policía a desalojar la reunión. Los miembros del grupo fueron sancionados por la Policía Nacional por provocar el colapso.
Como dato curioso la canción salió a través de Sony Music Latin y el videoclip oficial fue publicado en el canal de Omar Montes quien está firmado con dicha discográfica. Aunque tanto en la portada como en el título ponga que el tema es del grupo, en realidad La Mafia del Amor no sale acreditada, cada artista figura por separado; siendo Omar Montes, Kaydy Cain y Khaled los artistas principales y Yung Beef acreditado como un colaborador (lo cual significa que Yung Beef no cedió sus derechos de autor a Sony Music). En febrero de 2021 Kaydy Cain declaró en una entrevista para Mondosonoro que Sony Music ofrecía 1 millón de euros por la vuelta de La Mafia del Amor, dejando entrever que no era suficiente dinero para el regreso del grupo, regreso que finalmente sucedió un año más tarde y con ese mismo sello.
En 2023 Khaled y Kaydy Cain parecen los miembros más interesados en que vuelva el grupo sin embargo Yung Beef llegó a negar su vuelta en varias ocasiones. Para 2024 La Mafia del Amor volvería como cabeza de cartel de Infierno Fest, el festival de La Vendicion, con una actuación memorable. En junio volverían a publicar una canción «Intro (No Hay Futuro Sin Pasado)» su primera canción oficial como La Mafia del Amor desde 2019, sin embargo el público acogió el tema con opiniones mixtas y no consiguió ser el éxito que fue «Si Tú Te Vas (Remix)» en 2022.

## Discografía

### Mixtapes (desde sus inicios hasta la separación del grupo)
- D. Gómez - 3 sentimientos (2009)
- D. Gómez - Life is... (2010)
- Corredores de Bloque - CB Cuts Vol. 1 (2010)
- D. Gómez - Rock & Fly (2011)
- D. Gómez - Swing Remixes (2011)
- Kefta Boyz - Kefta Boyz Mixtape (2012) (Unreleased)
- Yung Beef - RIP SECX BXY 199X-1999 (2012)
- Yung Beef x El Mini - Posgrades Boyz (2012)
- Kefta Boyz - iKids Vol. 1 (2012)
- D. Gómez - Música Pa' Vacilar (2012)
- Corredores de Bloque - CB Garbage (2012)
- Kefta Boyz - iKids Vol. 2 (2013) (Unreleased)
- Yung Beef x Eseig Saint Laurent - Yung Beef Mixtape (2013)
- Yung Beef x Steve Lean - Yung Bricks Mixtape (2013)
- D. Gómez - Trvp Jinxx (2013)
- Yung Beef x Steve Lean - ADROMICFMS (2013)
- Kefta Boyz - Jeques del Autotune (2014) (Unreleased)
- Yung Beef x Steve Lean - #FreeMolly (2014)
- Yung Beef x Steve Lean - Raxet God Mixtape (2014) (Unreleased)
- La Mafia del Amor - La Mafia del Amor Mixtape (2014)
- Corredores de Bloque - CB Cuts Vol. 2 (2014)
- PXXR GVNG X LO$ ZAFIRO$ - Los Yumas Mixtape (2015)
- La Mafia del Amor - Voulez Vous Coucher Avec Moi (2015)
- Yung Beef - Trunks Future Bricks (2015)
- Kaydy Cain x Steve Lean - Bitches Over Money (2015)
- Steve Lean - Beat Tape Vol. 1 (2015)
- Khaled - El Patrón Mixtape (2015)
- Yung Beef x Hakim - Strap Wars (2015)
- Yung Beef x Steve Lean - Ballin No Champions League 2K15 (2015)
- Yung Beef x Steve Lean - ADROMICFMS 2 (2015)
- La Mafia del Amor x El Combo Perfecto - Amor Bandido EP (2015)
- La Mafia del Amor - Xapiadoras (2015)
- Yung Beef x G Kalle - Microbio Mixtape (2015)
- Yung Beef - Perreo de la Muerte (2015)
- Steve Lean - Remixes Tape (2016)
- Kaydy Cain x Cookin' Soul - El Swing de Siempre. Eterno Tumbao (2016)
- Khaled x Cookin' Soul - Khaled x Cookin' Soul (2016)
- Khaled - Pureza Recopilatorio (2016)
- Kaydy Cain - Between Heaven and Hell (2016)
- Kaydy Cain x AC3 - TRAP ND BLUES (2016)
- Kaydy Cain - MERCA DONA (2016)
- Kaydy Cain - Money From Nothin' (2016)
- Yung Beef - Gang Tapes (2016)
- Khaled x Trapani x Marcielo Alma en Pena - Lamento Boliviano EP (2016)
- Kaydy Cain x Steve Lean - Trvp Jinxx 2 (Unreleased)
- Yung Beef x Steve Lean - ADROMICFMS 3 (Unreleased)
- Yung Beef - Fashion Mixtape (2016)
- Yung Beef x Fly Migo Bankroll -  La Última Cena (2016)
- Los Santos - Pxxrificación (2017)
- Kaydy Cain x LOWLIGHT - Rockstars (2017)
- Khaled - KHALED (2017)
- Yung Beef - Kowloon Mixtape (2017)
- La Mafia del Amor - Sé Lo Que Hicisteis el Último Verano Mixtape (2017)
- La Mafia del Amor - 808 & Xapiadoras (2017)
- Kaydy Cain - Calle Amor (2017)

### Singles
- La Mafia del Amor - Maldades (2014) - Oro
- La Mafia del Amor feat. El Combo Perfecto - La Disco Resplandece (2015) - Platino [12]
- PXXR GVNG - Tu Coño Es Mi Droga (2015)
- PXXR GVNG - I Love Pussy (2015)
- PXXR GVNG - Cigala (2015)
- PXXR GVNG - Como el Agua (2015)
- La Mafia del Amor feat. El Combo Perfecto - Amor Bandido (2016)
- Los Santos - The Fall (2017)
- La Mafia del Amor & Steve Lean - Hasta Abajo (2019)
- La Mafia del Amor feat. Omar Montes - Si Tú Te Vas Remix (2022) - Doble Platino

### Álbums
- PXXR GVNG - Los Pobres (2015) - Oro
- La Mafia del Amor - Pegao en Youtube (2016)
- LOS SANTOS - PXXRIFICACIÓN (2017)

## Miembros

### Yung Beef
De nombre real Fernando Gálvez Gómez (23 de enero de 1990), oriundo de Granada, del barrio del Albayzin fue integrante del grupo Kefta Boyz. Ha sido uno de los impulsores y creadores del movimiento trap en España. Conoció a través de la red a Steve Lean, con el que hizo una alianza y comenzaron a producir trabajos más serios junto con Khaled. Meses después, Kaydy Cain se unió al proyecto PXXR GVNG. En 2013 se trasladaron a Barcelona para comenzar su carrera musical. Antes de comenzar en el mundo de la música trabajó como ayudante de cocina en Londres y Marsella. Tiene un hijo llamado Romeo con La Zowi.
Además de cantante también es modelo, desfilando para marcas como Calvin Klein, Diesel, Pigalle, Hood By Air, Givenchy, DSQUARED2 entre otras. Como actor co-protagonizó el corto independiente "Mala Ruina" del director Carlos Salado. Es a su vez el dueño y CEO del sello independiente La Vendicion Records, el sello más importante en cuanto al género urbano en España. Reconocido como uno de los mejores raperos en habla hispana y como un adelantado a su tiempo.

### Khaled
Su nombre real es Jalid Rodríguez Saoud (6 de septiembre de 1991) y es del barrio del Albayzin de Granada. Nació en una familia hispanomarroquí siendo hijo de un onubense mestizo y una marroquí de Tánger. Khaled tiene dos hermanas mayores y su familia es musulmana, trabajaban en una pastelería tradicional andalusí llamada Nujaila donde su madre era cocinera. Khaled afirma ser musulmán pero dice no ser practicante al 100% sincerizandose y pidiendo perdón por "vivir como Europeo" en sus canciones. De pequeño estuvo en el mismo colegio y era amigo de los también raperos Ayax y Prok.
Estudió hasta la ESO en el internado "Ave María Casa Madre" de su barrio natal. En 2008 trabajó como recolector de chatarra y feriante durante unos meses, más tarde vivió en Marsella un tiempo y volvería a Granada a principios de 2012. Con el paso del tiempo decidió dedicarse al mundo de la música después de que Yung Beef le animara a hacerlo para dejar la vida callejera que llevaba desde adolescente. Después se mudaría junto a Fernando, La Zowi, Bea Pelea y El Mini a Barcelona donde formaría parte de PXXR GVNG. 
Se caracteriza por la mezcla de idiomas en sus canciones donde siempre mezcla el español con el árabe y el francés. Khaled se define con humor como un “flamenco frustrado” dado que no tiene voz para cantar, define sus letras, aparte de como trap y gangsta rap, como muy flamenco definiendo el flamenco como música de la calle y de la pena. Su inspiración es la pena, en una entrevista con El Mundo declaró: “Es con lo que más disfruto porque veo que es lo más real. Como que no puedes mentir ahí. Si no has sufrido pena no la puedes contar. Pero no me obligo a sentirla.” Es un destacado compositor, ha escrito letras para gente como Los Planetas o Soleá Morente.
Khaled declara sentirse igual de español que marroquí pero deja claro que es musulmán. Piensa que el "no tener patria" dado que en Marruecos era "el español" y en España "el moro" lo ha definido, este dilema se puede ver en algunas canciones como «Entre dos Mundos».
Desde el 2015 hasta principios de 2022 Khaled estaría dentro de La Vendicion Records donde ha conseguido varios discos de oro y platino como «Mirame a la Cara» o «Si Tú Te Vas». En 2022 emprende su aventura como artista independiente con un deal de distribución con Altafonte Music Spain junto a su primo y mánager Ali Urbano.

### Kaydy Cain
Daniel Gómez Castro (12 de febrero de 1990) procede del barrio de Opañel, en el distrito de Carabanchel, Madrid. Su padre es mestizo y su madre paya a la que le dedicó la canción «Gracias Madre». Se ganaba la vida trabajando en lo que pudiera, ha mencionado trabajar como frutero en Alcampo y vendiendo ropa en el rastro e internet. Vendía ropa personalizada por el mismo, falsificaciones, réplicas o ropa de marca robada. Ha afirmado varias veces haber sido butronero y que tuvo suerte de que no le cogieran como a muchos de sus amigos e incluso familiares como es el caso de su primo, también cantante, Marko Italia. 
Formó parte del grupo Corredores de Bloque, formado por artistas de Carabanchel, Orcasitas, Vallecas, Móstoles y Cuatro Caminos. Ha tenido una alta actividad en la producción de música antes de formar parte de PXXR GVNG, bajo el nombre de D. Gómez como miembro del grupo madrileño Corrredores de Bloque activos desde 2007. En 2009 sacaron Corredores de Bloque presenta: SouthClassic Remixes Inéditos (2009) una mixtape con remixes de algunos temas. Su debut en solitario, su primera maqueta: 3 Sentimientos (2009), el estilo boom bap y East Coast es el concepto del álbum que fue muy bien recibido por el under madrileño.  Más tarde sacaron su primer trabajo: CB Cuts Vol.1 (2010) trabajo muy aclamado, sobretodo en Madrid, revolucionando la escena aportando nuevos conceptos dentro del bombo y caja al rap español con nuevos flows, barras originales y bases adelantadas a su tiempo las cuales generaron mucha controversia en el underground madrileño y supuso un cambio en el panorama aunque todavía seguía haciendo boom bap. Con CB su sonido era más boom bap cerrado, como artista en solitário Dani empezaría a salirse de los márgenes establecidos con mixtapes como Life Is... (2010), Rock & Fly (2011), Swing Remixes (2011) y Musica pa' Vacilar (2012) donde traería nuevos conceptos muy polémicos, haciendo música para el barrio, sampleando flamenco, bachata, salsa, jazz e incluso afirmar que lo "hace por dinero" (cosa muy mal vista por un gran sector del público hip hop). Esto le trajo varias polémicas como su tan afamada frase "Fuck raperos" la cual era un reflejo del Hip Hop español donde los raperos más conocidos no cumplian el concepto "rapero" que tiene Kaydy en su cabeza. En 2012 su grupo publicaría CB Garbaje (2012) un recopilatorio de canciones inéditas desde 2008 hasta 2012. El concepto americano de rapero callejero hablando de sus vivencias en el barrio y aspiraciones lujosas no estaba presente en los raperos más conocidos de España. Son excepciones algunos raperos undergrounds como Yako Muñoz, Chirie Vegas, Primer Dan y grupos como Perros Callejeros los cuales influenciaron a Dani mucho además de los raperos de USA y latinoamérica, tambien menciona a Mucho Muchacho como uno de sus favoritos. Años más tarde Gómez lograría traer al mainstream este concepto de rapero. El paso definitivo fue en 2013 evolucionando su sonido al trap con PXXR GVNG y la salida de la mixtape Trvp Jinxx (2013) donde empieza a usar el AKA de Kaydy Cain.  Entre 2012-2013 ocurrió el beef de CB contra algunos raperos de Barcelona como Nene Fresco, Negro Eterno, Dicc etc lo cual suscitaría mucha polémica en redes comparando la guerra de Madrid vs Barcelona con la West Coast vs East Coast y que incluso llegó a tener una pelea física en la puerta de Razzmatazz tras el concierto de CB en Barna donde Team Volar se presentarian y los CB salieron a la puerta a buscarlos con gente de Kefta Boyz desembocando en una pelea de la cual Dicc y Nene no salieron muy bien parados aumentando el prestigio de CB y Dani en la escena.
El nombre de Kaydy Cain es debido a dos razones: Kaydy hace referencia a la pronunciación de Kaydee; apodo del personaje principal de la película Menace II Society de 1993. Cain (pronunciado como "kein") es debido a Caín el primer hijo de Adán y Eva el cual mató a su hermano Abel. El padre de Daniel le quiso llamar Caín de nombre pero en España es ilegal utilizar este nombre debido a su connotación.
D. Gómez fué el primero que destacó del grupo antes de la creación de Los Pobres, logrando una gran repercusión en el mundo del rap underground español llegando a ser de los raperos mas mencionados en los foros de debate como ForoCoches. 
Ya en 2014 se publicaría CB Cuts Vol.2 (2014). Con el paso del tiempo los primeros integrantes del grupo dejaron de hacer música o se fueron asi que en 2015 decide fundar Takers (los antiguos CB reorganizados nuevamente) con quienes sacó el disco de Ladrones Para Siempre (2016).
En 2017 tuvo una serie de beefs con el artista C. Tangana, y la canción «Perdedores de barrio» es una tiraera directa hacia este, aunque posteriormente declaró que en realidad solo eran "consejos" y no hay realmente una pelea personal entre ellos. 
Se le considera uno de los primeros exponentes en la moda "trap", "swag", streetwear siendo que desde antes que el movimiento surgiera, Dani ya llevaba todas las prendas, marcas, estilo, jerga, peinados, poses etc... que más adelante utilizarian los seguidores de esta música. Su estilo propio lo bautizó como "swing".
Actualmente y desde la publicación de su disco Calle Amor (2017) su música se centra en sonidos latinos los cuales siempre le han inspirado pero de vez en cuando vuelve a sacar algún trabajo de rap. Desde 2021 tiene su propio sello discográfico independiente: Honey Money Records, el cual ya era mencionado desde finales de 2015 como "Blessed Music" pero finalmente ese proyecto quedó aparte debido a su fichaje por La Vendicion Records compañía hermanada a Honey Money y en la cual Dani estuvo más de seis años.
Destacado compositor ha escrito canciones para varios artistas como Rels B y en especial es el coautor de dos temas para la exitosa cantante Rosalía; «Juro que» sencillo del álbum El mal querer y «Bulerías» del álbum Motomami.  también fue incluido con su sencillo «Algo como tú» en la emisora de radio ficticia del videojuego Grand Theft Auto V: Motomami Los Santos.
En 2020 tuvo su primera hija, llamada Aixa, con su pareja desde adolescentes, Lorena.
Aparte de su propio estudio de grabación, Dani, poseé una Barbershop llamada: "Honey Money Barbershop".

### Steve Lean
Esteban Correa nació en Barcelona, España pero sus padres son de origen uruguayo y es el miembro más joven de PXXR GVNG (1 de noviembre de 1995). Comenzó a producir con tan solo 11 años de forma autodidacta en su casa influenciado por la nueva ola de trap en Estados Unidos y los ritmos latinos. Ya en 2012 con 16 años escuchó por primera vez a Kefta Boyz gustándole mucho su música, decidió mandarles algunos beats, el grupo los escuchó y grabaron en ellos iniciando una amistad através de internet siendo colaborador habitual. En ese momento, el padre de Steve estaba preso por narcotráfico; su casa no era un sitio muy estable para un adolescente y se refugió en crear música. Hizo sus primeros beats junto al grupo de trap catalán PAWN Gang y junto al duo Flirting Dogz (Drakuling Ko-Karim y Cecilio G) este último fue quien lo bautizó con el apodo de "El Niño Prodigio" debido a su juventud y talento. A finales de 2013 entró a formar parte de PXXR GVNG con tan solo 18 años. En 2014 y a los 19 años ya formaba parte del mayor colectivo de productores de Atlanta: 808 Mafia quien era liderado por Southside y Lex Luger y además firmó un contrato con el sello de Gucci Mane: 1017 Brick Squad y con el sub-sello del mismo: 36 Brick House perteneciente a Lex Luger y Waka Flocka Flame. Tras el éxito con PXXR GVNG el 30 de octubre de 2016 comunicó oficialmente en su cuenta oficial de Twitter que dejaba de ser miembro de PXXR GVNG. A pesar de abandonar el colectivo, ha continuado produciendo tanto para La Vendición como para sus integrantes, sello al que estuvo ligado hasta el año 2020. Tuvo un breve paso por la cárcel en 2017 que no le dejó salir del país para trabajar en Estados Unidos como era su principal intención cuando salió del grupo. 
Ha producido para gente como Lil Yachty, Trippie Redd, J Balvin, Fuego, J Quiles, Vybz Kartel, Waka Flocka Flame, Young Scooter, Offset, Jeezy, Lil B, Pablo Chill-E, C. Tangana, Cecilio.G, Mala Rodríguez, La Zowi, Polimá Westcoast, Maikel Delacalle, Dano, Brray, Duki, Soto Asa, Sticky M.A., Rojuu, Eladio Carrión, Myke Towers, Morad, Beny Jr, entre muchos otros artistas. Actualmente trabaja para el colectivo Krazy Mob del productor multiplatino miembro de 808 Mafia: DYKrazy. Este colectivo está detrás del éxito de raperos como Future, Lil Durk, Gucci Mane, Lil Uzi Vert y muchos más donde Steve trabaja produciendo en varios trabajos como ghost producer o productor fantasma.